# Historia del ferrocarril en Chile

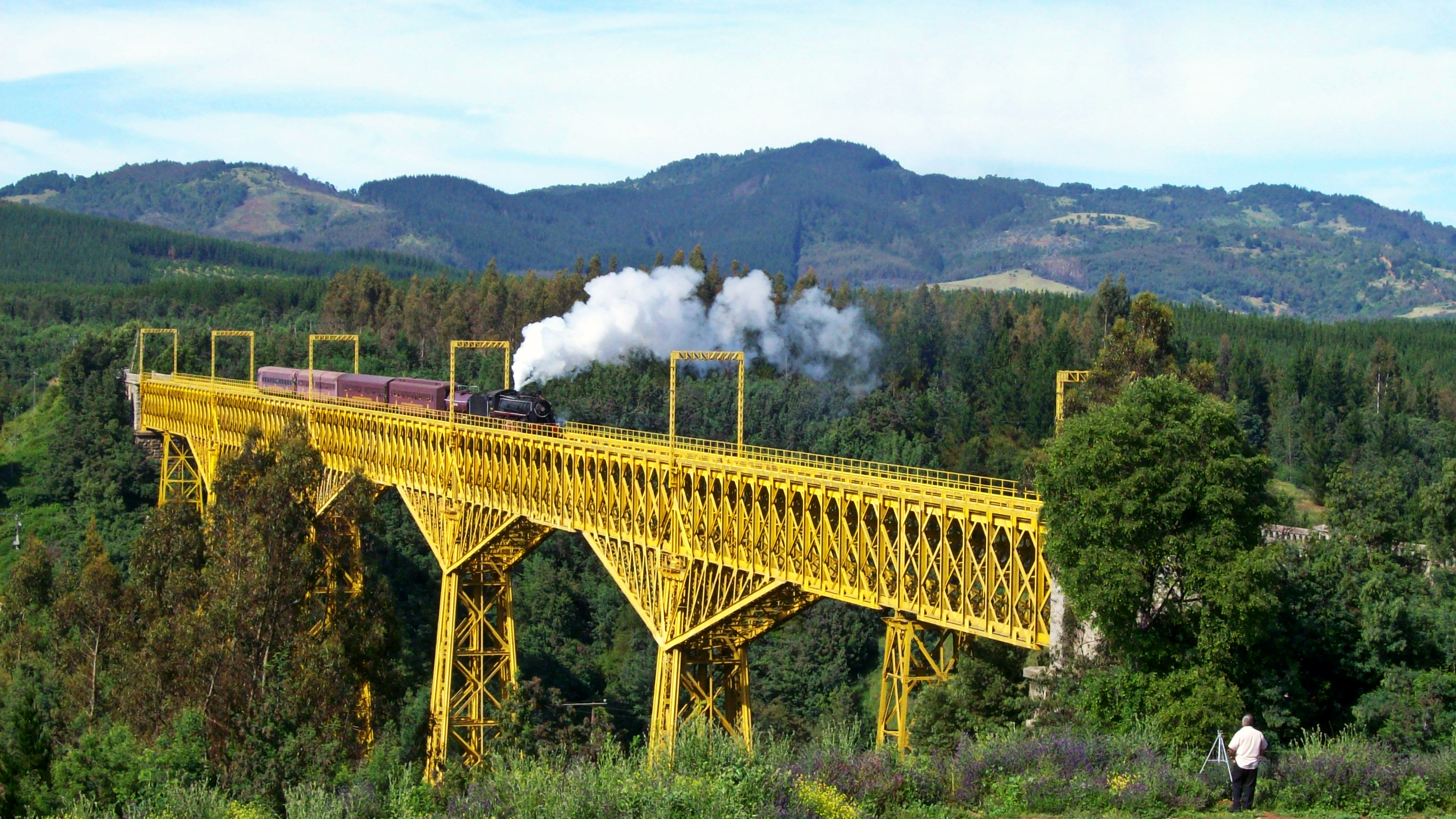
El viaducto del Malleco, construido en 1890 y obra insignia del auge del ferrocarril en Chile.

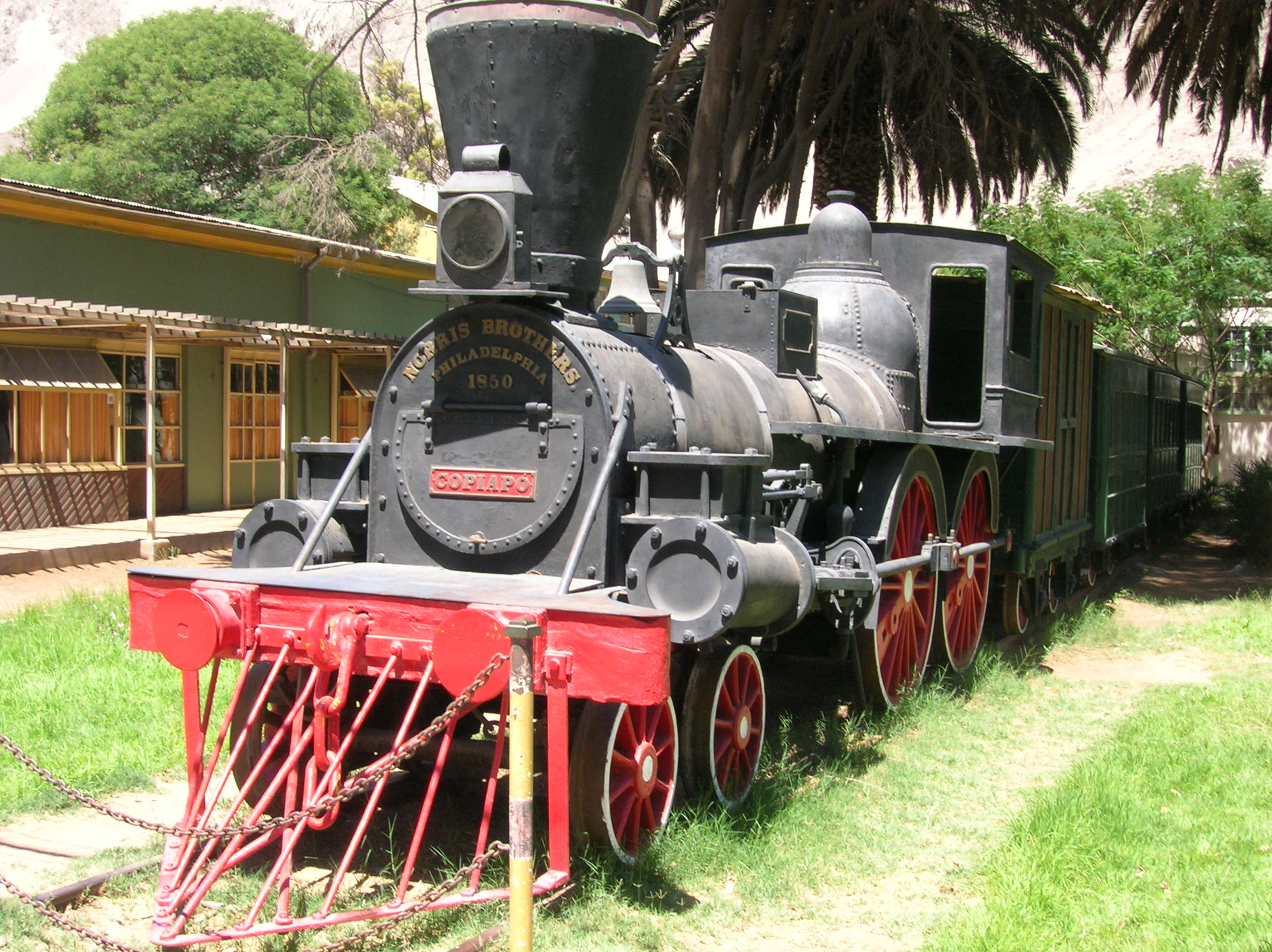
Copiapó, primera locomotora que transitó por territorio chileno en 1851.

La historia del ferrocarril en Chile ha pasado por diversos periodos de auge y decadencia, comenzando en 1848 con los primeros planes para la construcción del Ferrocarril Caldera-Copiapó, la primera vía férrea en la zona norte; esto dio sobre todo paso a nuevas obras en infraestructura ferroviaria en Chile durante las siguientes décadas, logrando unir por el norte desde las ciudades de Antofagasta y Arica hacia Bolivia y Perú, y desde Pisagua hasta Puerto Montt, incluyendo la zona austral de Chile, donde la isla de Chiloé contó con su propio ferrocarril, así como casos particulares en el extremo sur del país.
El tren en Chile ha tenido naturaleza de propiedad privada (sobre todo en vías dedicadas al transporte de recursos naturales, como mineras o aserraderos) así como también una naturaleza estatal (mediante la Empresa de los Ferrocarriles del Estado o EFE). Las vías en el país tienen una trocha de 1676 mm (trocha ancha) en el centro-sur del país (Red sur) y un ancho de vía de 1000 mm (trocha métrica) en el norte (Red norte).
En su momento más álgido, el sistema férreo nacional contó con 7.658 km de vías en 1913, y transportó a cerca de 21 millones de pasajeros en 1946 y cerca de 27 millones en 1973. Desde la década de 1950, el servicio de transporte de pasajeros y de carga ya comenzaba a presentar un rezagamiento debido a la falta de inversión en infraestructura y material rodante; hasta que la empresa administradora (EFE) es afectada finalmente en 1978 cuando todos los fondos estatales les fueron cortados, entrando en una grave crisis. Desde la década de 1990, con el retorno de la democracia así como el aumento de la densidad de la población nacional, ha resurgido la necesidad y compromiso de crear sistemas de transporte público interurbano a nivel nacional, comenzando un proceso de financiamiento para la rehabilitación de vías y compra de nuevos vehículos (como el Biotrén, Tren Limache-Puerto o Tren Nos-Estación Central), además de servicios turísticos e históricos. A 2014, Chile poesía cerca de 5500 kilómetros de vías operativas, siendo 2200 km de ellos administrados por el estado.
El alto potencial de generación de energías renovables en Chile para el sector eléctrico nacional, que van en concordancia a las políticas de eficiencia energética y diversificación de la matriz de energía, está haciendo a las autoridades plantearse la posibilidad de restablecer líneas de trenes suspendidas y la creación de nuevos proyectos, públicos y privados, alimentados por un sistema de electrificación ferroviaria.

## Red Norte

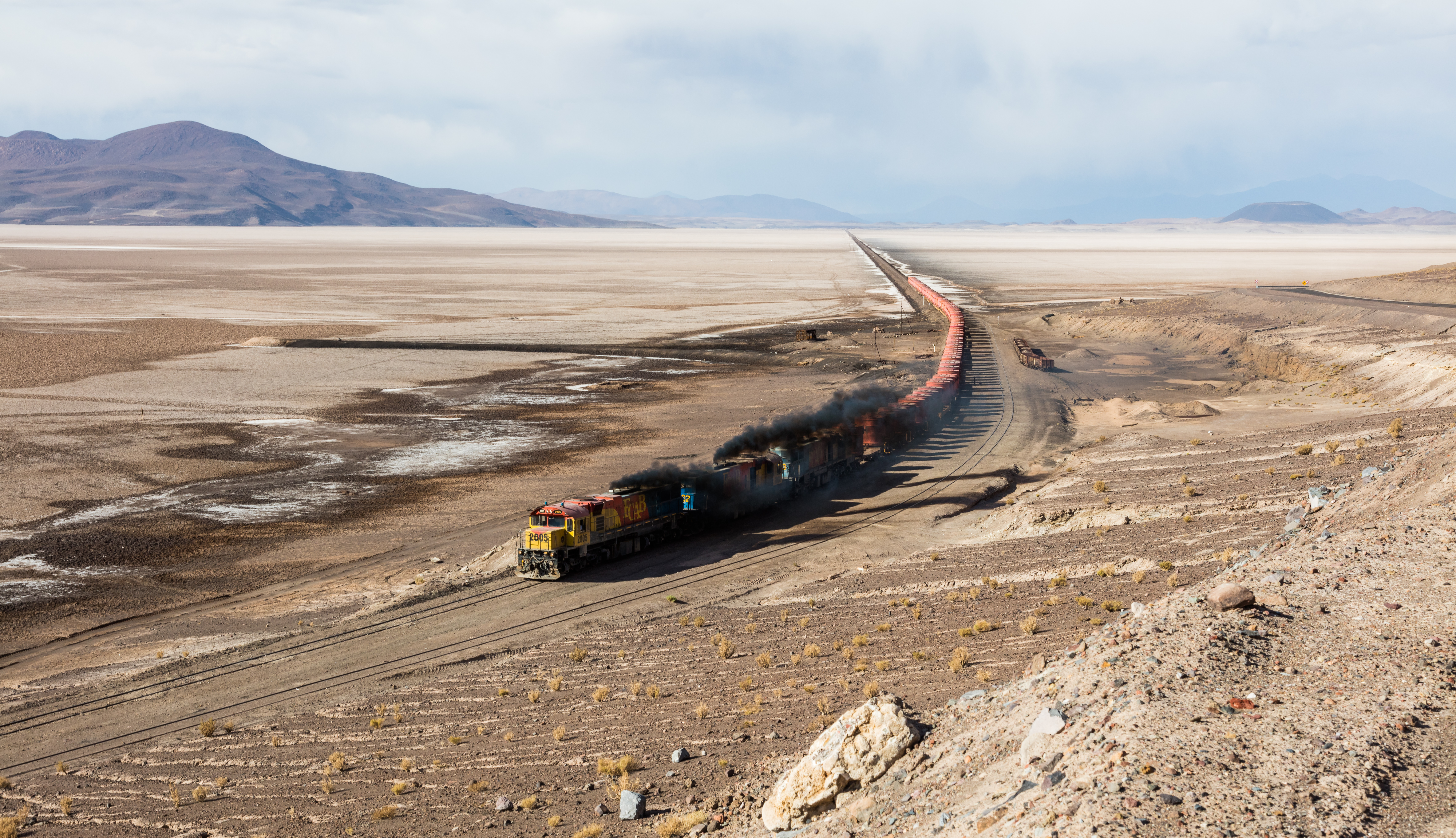
Ferrocarril FCAB cruzando el salar de Carcote, norte de Chile.

Esta red se extiende desde el extremo norte de Chile, donde se encuentra el ferrocarril Arica-La Paz hasta el norte de la estación La Calera en la región de Valparaíso Sus vías eran de trocha angosta (1 metro).
La Red Norte cesó sus funciones el 16 de junio de 1975, debido a la baja rentabilidad que otorgaba. De la misma forma, los ramales que no habían finalizado sus servicios comenzaron a hacerlo de manera paulatina. Algunos tramos de la línea férrea fueron vendidas a otras empresas, de las cuales algunas mantienen servicios de carga entre distintas localidades, como es el caso del Ferrocarril de Romeral que transporta hierro desde la mina homónima hasta el puerto de Guayacán, y que posee el antiguo tramo del Longitudinal Norte entre La Serena y Coquimbo.

### El Ferrocarril Trasandino
El Ferrocarril Trasandino Los Andes - Mendoza era una línea ferroviaria que unía la ciudad de Los Andes con la ciudad argentina de Mendoza. Su trazado se iniciaba en la ciudad chilena y subía a través del río Aconcagua hasta Las Cuevas, en donde existía un túnel que cruzaba hacia Argentina. Luego, seguía por los ríos Las Cuevas y Mendoza hasta llegar a la ciudad del mismo nombre.
El Ferrocarril Trasandino fue inaugurado el 5 de abril de 1910 y finalizó sus operaciones en 1984. Su trocha era de 1 metro y en la actualidad varios tramos se encuentran cubiertos por la nieve o están sin sustentación debido a la erosión del terreno.

### El ferrocarril de Arica a La Paz
La línea ferroviaria que conecta las ciudades de Arica y La Paz fue construida entre 1906 y 1913 y se inauguró el 13 de mayo de 1913. Fue administrada en su totalidad por Chile hasta 1928, cuando Bolivia comenzó a administrar el tramo que transcurre por su territorio.

### El ferrocarril de Antofagasta a La Paz
El Ferrocarril de Antofagasta a La Paz era una línea ferroviaria que conectaba ambas ciudades (chilena y boliviana, respectivamente), constituida a fines del siglo XIX como Antofagasta (Chili) and Bolivia Railway Company. Su trocha es de 1 metro.
Hasta mediados de los años 1970, la línea realizaba servicios de transporte de carga y pasajeros entre las localidades de Antofagasta, Ollagüe y La Paz. En la actualidad, la empresa Ferrocarril de Antofagasta a Bolivia utiliza las vías para el transporte de carga desde y hacia Bolivia, y además, conecta su línea con el Ferrocarril Andino de Bolivia, Ferronor en Chile, y Ferrocarril Belgrano en Argentina.

### El primer ferrocarril: de Caldera a Copiapó

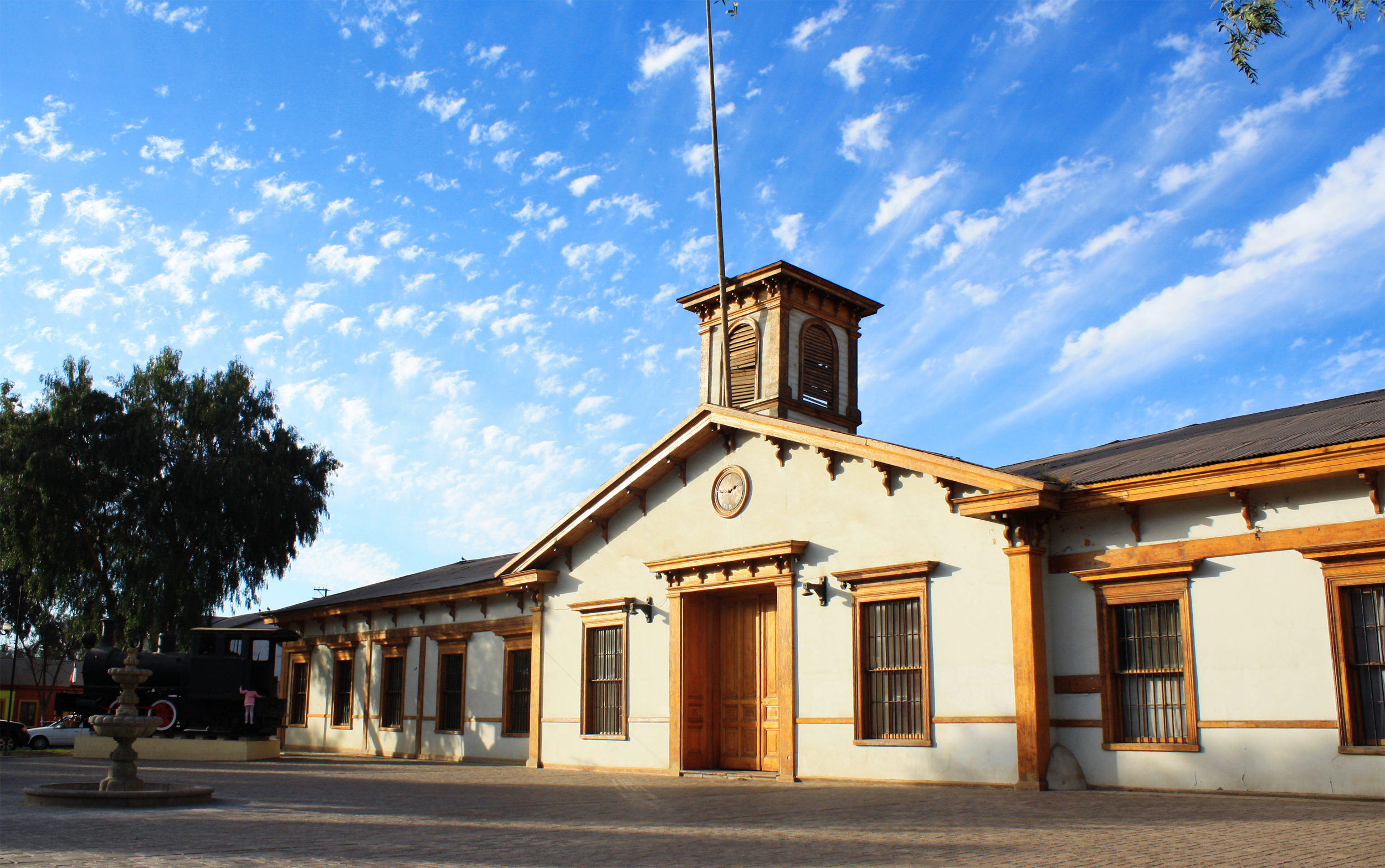
Estación Copiapó, actual monumento histórico en la región de Atacama.

El 25 de diciembre de 1851 fue inolvidable para Copiapó. Al ritmo de campanas y silbatos el primer tren que hacía un trayecto completo desde Caldera hizo su entrada a la llamada capital de la plata, arrastrado por una locomotora bautizada con el mismo nombre de la ciudad: Copiapó. Fue el triunfo de la voluntad del empresario William Wheelwright, estadounidense avecindado en Chile, quien luego de impulsar con éxito la fundación de la Pacific Steam Navigation Company, se embarcó en la empresa de desarrollar el primer ferrocarril en Chile. Consiguió interesar a varios acaudalados empresarios, obteniendo un capital inicial de 800 mil pesos de la época. El 20 de noviembre de 1849 el gobierno de Manuel Bulnes le entregó la concesión definitiva a la naciente Compañía del Camino Ferro-Carril de Copiapó.
La elección de la zona no fue al azar. En 1832 el humilde leñador Juan Godoy descubrió el enorme yacimiento de plata de Chañarcillo, en la misma zona. La necesidad de transportar el mineral del interior a la costa, sumado a la abundancia de capital, favorecieron el desarrollo del "caballo de hierro" en este valle.
Las obras se iniciaron en marzo de 1850. Estuvieron a cargo de los ingenieros norteamericanos Walton Evans y de los hermanos Alejandro y Allan Campbell. La trocha (ancho de vía) elegida fue la estándar (1,435 metro) y el trazado del puerto al interior fue el mismo que se conserva hoy, si bien la vía original fue reemplazada por la trocha de la red norte (1 metro) a principios del siglo XX. Las locomotoras y el material rodante complementario se encomendaron a la fábrica Norris & Brothers de los Estados Unidos, la misma que construyó muchas de las poderosas máquinas que abrieron la senda al Oeste. El equipo llegó el 21 de junio de 1851 a Caldera a 30 kilómetros por hora.
Thomson cuenta que Wheelwright intentó inaugurar el primer tramo el 4 de julio para hacerlo coincidir con la independencia de Estados Unidos pero no fue posible. La primera prueba tuvo lugar el 29 de julio y fue la primera vez que un tren circuló en Chile. Pero la inauguración definitiva debió esperar hasta que la vía llegase a Copiapó.
A contar del 1 de enero el tren efectuó un recorrido diario. Salía de Copiapó a las 9 de la mañana y llegaba a las 13:00 a Caldera. A las 15:00 iniciaba su regreso del puerto para arribar a la ciudad a las 18:30. Para quienes viajaban en primera clase el pasaje costaba 4 pesos y 2 reales. Si se viajaba en segunda, 2 pesos y 1 real. La carga pagaba 4 reales por quintal. Dos veces por semana corría un tren-correo en cuyo último coche funcionaba un banco de juegos llamado "la timba", que aligeraba los bolsillos de los esforzados mineros aficionados a las apuestas.
La vía fue extendida luego a los poblados cercanos de Puquios y San Antonio y se construyó una estación en Copiapó. También adquirieron la ruta a Chañarcillo, con lo que se completaron 142 kilómetros de vía. Wheelwright soñaba con un ferrocarril transcontinental pero, aunque obtuvo concesiones en Argentina, le faltaron 400 kilómetros de un total de 1.375 para completar su sueño.
Durante 58 años el ferrocarril fue administrado por particulares, pero el decaimiento de la minería y las altas tarifas cobradas concluyeron en una campaña para que lo adquiriese el Estado, lo que ocurrió en 1910.

## Red Sur

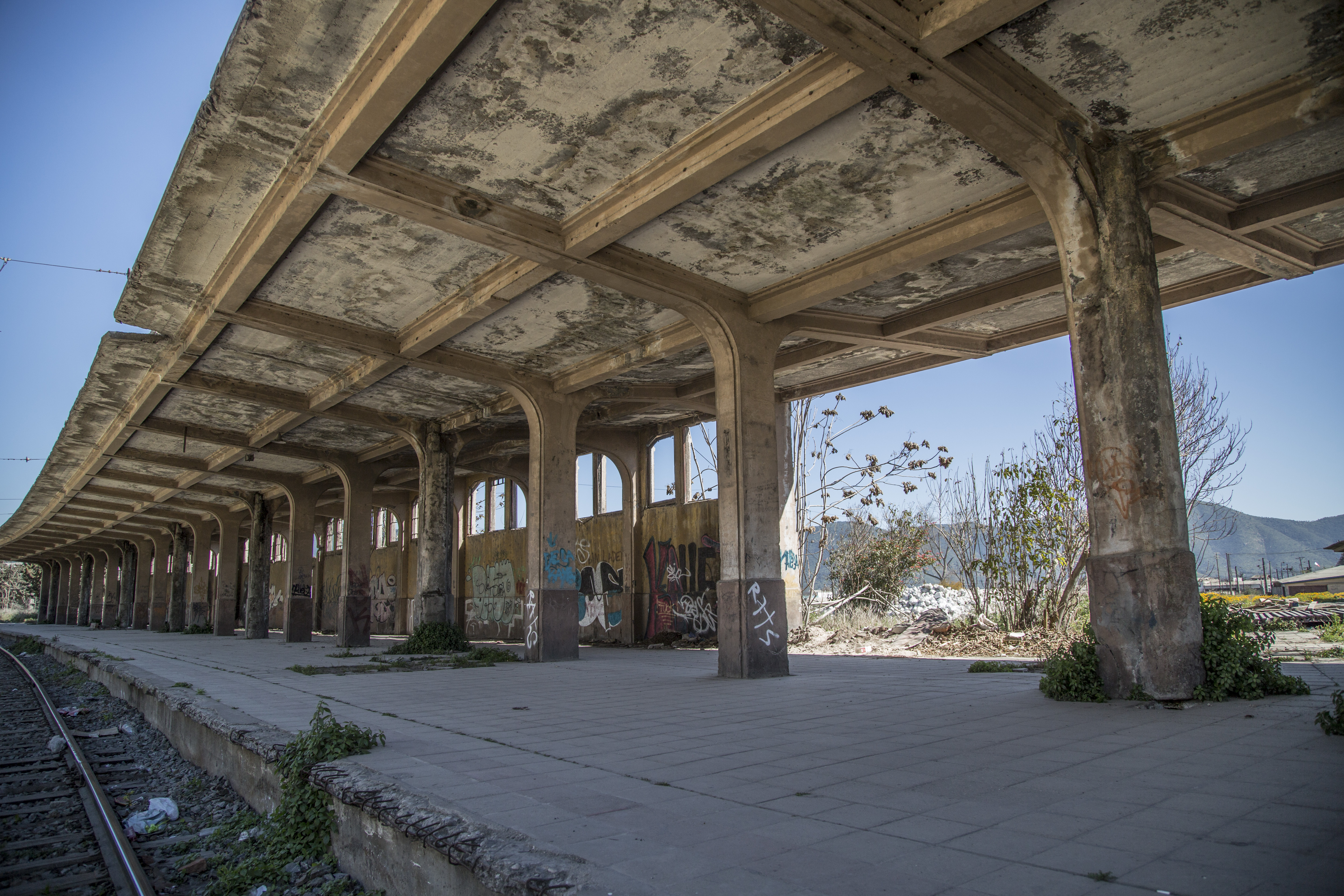
Andenes de la estación La Calera.

Se conoce como Red Sur de Ferrocarriles del Estado a la vía troncal desde Valparaíso hasta Puerto Montt y a todos sus ramales y subramales asociados.
Algunos de sus puntos más importantes son (o fueron), la Estación La Calera, donde se conectaba con la Red Norte, la Estación Alameda (más conocida como Estación Central) en Santiago y las estaciones ubicadas en las grandes ciudades desde Santiago hasta Puerto Montt (Talca, Chillán, Temuco, etc).
Prácticamente toda la Red Sur fue construida por el Estado de Chile, inicialmente para unir a las pocas ciudades existentes al sur de Santiago y luego para integrar y establecer soberanía sobre los territorios de la Araucanía que iban siendo colonizados.
Dado que la vía longitudinal corre, en términos generales, en dirección norte-sur por el valle central del país, desde ella se derivan una gran cantidad de ramales que permiten al ferrocarril alcanzar las ciudades ubicadas al oriente y al poniente de la vía principal, sin embargo, debido a una serie de razones operacionales, político-sociales y hasta financieras, muchos de los antiguos ramales fueron abandonados y desmantelados luego del mejoramiento de las carreteras y el deterioro de la competitividad del transporte ferroviario, manteniéndose en operación solo aquellos que aún pueden prestar servicio de carga como Santiago-San Antonio, San Pedro-Ventanas, Llay-Llay-Los Andes-Saladillo; o aquellos donde existen servicios de cercanía como el Corto Laja (Talcahuano-Laja) o el Biotrén (que une las comunas de Talcahuano, San Pedro de la Paz, Coronel, Chiguayante y Hualqui con Concepción).
Un caso excepcional es el ramal que une la ciudad de Talca con el balneario de Constitución, que es cubierto por un buscarril de trocha métrica para prestar servicio subsidiado a una serie de poblados ubicados en la ribera del Río Maule que no cuentan con acceso expedito por carretera. Luego de la interrupción temporal producto de los estragos causados por el terremoto del 27 de febrero de 2010, el servicio fue restablecido funcionando actualmente con normalidad entre Talca y Constitución.
En la actualidad, prácticamente toda la red troncal es utilizada para transportar carga aunque solo un pequeño tramo desde Valparaíso hasta Limache y desde Santiago (Estación Central) hasta Chillán siguen prestando servicios de pasajeros.

### El ferrocarril de Valparaíso a Santiago

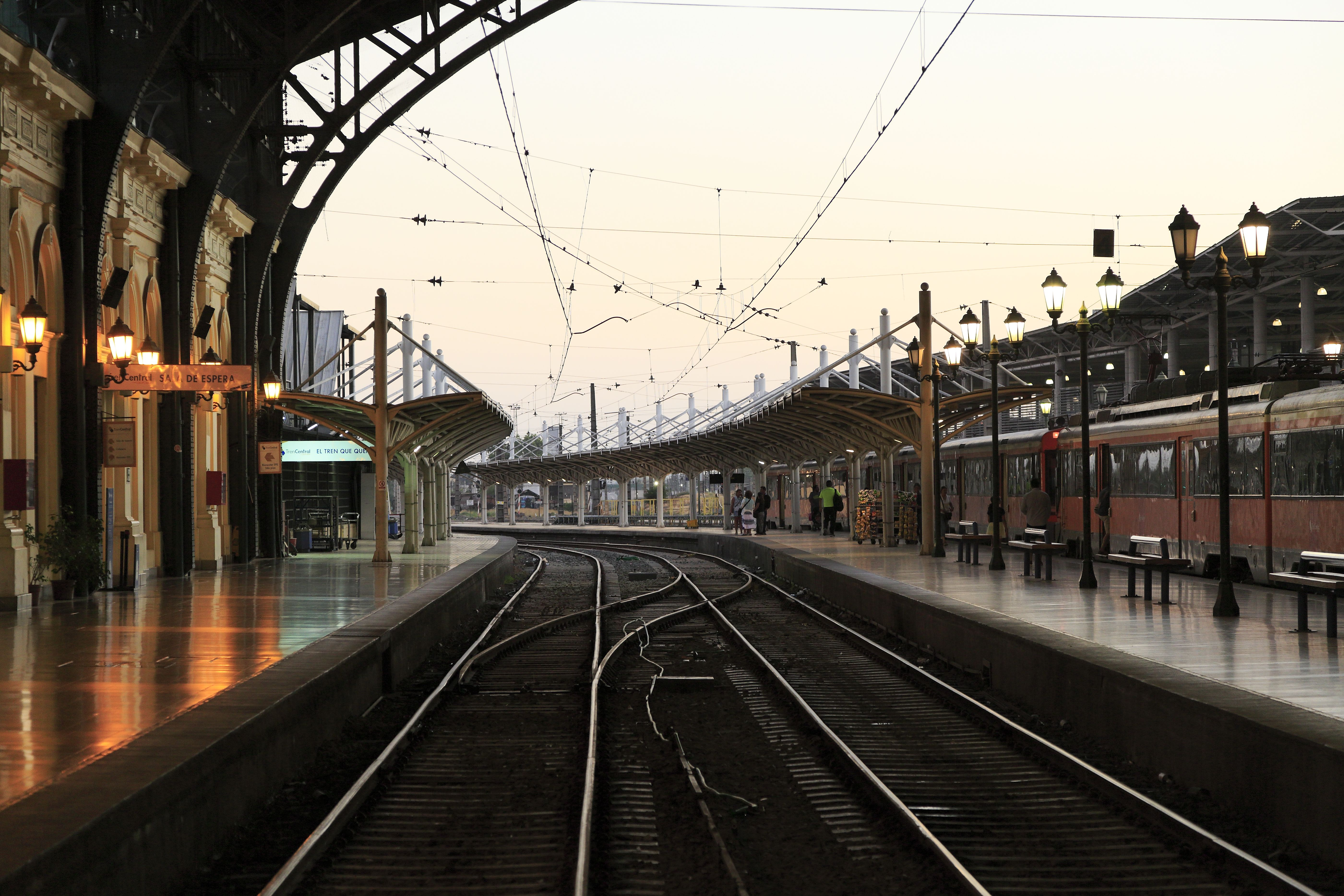
Estación Central, kilómetro 0 de la red nacional.

En 1842, William Wheelwright, presentó al gobierno de Chile un proyecto para la construcción de un ferrocarril entre Santiago y Valparaíso, capaz de cubrir en unas 8 horas el recorrido que hasta ese entonces tomaba varios días. Dicho proyecto fue aprobado, encargándose el estudio preliminar del trazado de la vía al italiano Hilarión Pullini. En una ley del 19 de junio de 1849 el congreso otorga a Wheelwright el derecho exclusivo por treinta años para la construcción y explotación del ferrocarril. Wheelwright debió entonces viajar a Europa para conseguir inversionistas para la compañía, pero por desgracia, el Viejo Continente pasaba en ese momento por una fuerte crisis económica y política, por lo que sus intentos fueron infructuosos. Entre tanto, en Chile, el gobierno miraba su construcción como una necesidad imperiosa y por ello decidió prescindir de Wheelwright. Mediante un decreto del 28 de agosto de 1851, se autorizó al gobierno para organizar una sociedad con capitales chilenos. Se constituye con ello la Compañía del Ferrocarril de Santiago a Valparaíso (CFSV), una sociedad por acciones con un capital de cuatro millones de pesos. De las cuatro mil acciones, el Estado era dueño del 50%, con dos mil acciones; Matías Cousiño de un 20% con ochocientas y Candelaria Goyenechea y Josué Waddington, de un 15%, cada uno con seiscientas acciones.
Los tres principales accionistas privados de la compañía poseían grandes fortunas formadas en la minería o el comercio y además de ello, valiosas haciendas en el Valle de Aconcagua, lo que sin duda fue determinante para la elección posterior del trazado definitivo de la vía. Se estudiaron originalmente tres posibles rutas: una de ellas pasaba por los pueblos de Casablanca y Melipilla, la segunda se internaba por el valle del Aconcagua hasta Los Andes, para atravesar luego por Montenegro (cuesta de Chacabuco) y Alto del Puerto; y la tercera, por las cuestas de Lo Prado y Zapata.
El trazado definitivo fue encargado al ingeniero estadounidense Allan Campbell, quien ya había trabajado en la construcción de la vía entre Caldera y Copiapó. Él determinó que la mejor opción era una ruta que partía en Valparaíso y recorría Viña del Mar, Concón, Quillota y luego cruzaba hacia Santiago por el paso Tabón. Con este trazado en mente, se dieron por iniciados los trabajos con la colocación de la primera piedra en Valparaíso el día 1 de octubre de 1852. Campbell inició las faenas con alrededor de trescientos trabajadores, los que luego se fueron incrementando hasta llegar a alrededor de 2400 obreros en los últimos meses de 1853. Los trabajadores fueron distribuidos en ocho faenas simultáneas y que se ubicaban en Cabritería, Hermana Honda, Túnel de Punta Gruesa, Viña del Mar, Salinas, Reñaca, Concón y Tabolango.
Desde el principio surgieron los problemas. La construcción del túnel de Punta Gruesa, entre Valparaíso y Viña del Mar, por una parte y las dunas de Concón que impedían la construcción del terraplén, por otra, retrasaron enormemente los trabajos. Debido a desacuerdos con la compañía, Campbell renunció en 1853 regresando a Estados Unidos por lo que debió ser reemplazado por su asistente William Robertson. Este joven ingeniero sufrió al poco tiempo un accidente en la cuesta de Chacabuco que lo llevaría finalmente a la muerte. Lo mismo ocurrió más tarde con el nuevo reemplazante, el ingeniero Jorge Maughan, quien falleció en noviembre de 1853 producto de un tifus violento. Recién en mayo de 1854 llegó un nuevo ingeniero para hacerse cargo de las obras, se trataba de William Lloyd, quien en un reconocimiento del terreno y de las obras ya ejecutadas entre Barón y las cercanías de San Pedro decidió cambiar el trazado original de Campbell por uno que cruzara directamente desde Viña del Mar hacia Limache a través de la quebrada del estero Quilpué y el desfiladero de Las Cucharas. Esto provocó que los trabajos se detuvieran hasta 1855.
A pesar de la fatalidad, que al parecer se había ensañado con esta obra, el día 16 de septiembre de 1855 se inauguró en la Estación Barón el tramo de 7 km entre Valparaíso y Viña del Mar. Para el año 1856 la vía llegaba hasta Limache y en 1858 hasta Quillota, aunque el servicio regular no pudo ser establecido sino hasta septiembre de 1861, fecha en que fue abierto al tráfico el túnel San Pedro cuya construcción se había iniciado en 1855.
Todas estas dificultades impuestas por el terreno, la inexperiencia, la falta de recursos técnicos y hasta la mala suerte provocaron una debacle económica al interior de la empresa cuando aún no se había completado ni siquiera un tercio del trayecto hasta Santiago. A raíz de ello, en 1857 el Estado chileno decidió asumir un papel más protagónico y comenzó a comprar las acciones de los particulares.
El gobierno encargó entonces la terminación del ferrocarril hasta Santiago al estadounidense Enrique Meiggs, quien acababa de construir el puente sobre el río Maipo para el ferrocarril del sur. Se estableció un acuerdo en el que Meiggs se comprometía a entregar el trabajo terminado en tres años, si no lograba hacerlo dentro del plazo, pagaría una multa por cada mes de retraso; pero si lo terminaba a tiempo, recibiría además una recompensa de medio millón de pesos y 10 mil pesos por cada mes que se adelantara.
Este acuerdo fue aprobado por el Congreso el 14 de septiembre de 1861 y el 16 de septiembre, Bascuñán Guerrero, intendente de Santiago, procedió a poner la primera piedra en la Estación Central de Santiago. Meiggs se apresuró a iniciar los trabajos, estableciendo cuatro faenas ubicadas en Polpaico, Montenegro, Tabón y La Calera, contando con una fuerza de trabajo de 4.000 hombres, que para enero de 1863 se habían convertido en 10 000, entre mineros, herreros, carpinteros, mayordomos y peones.

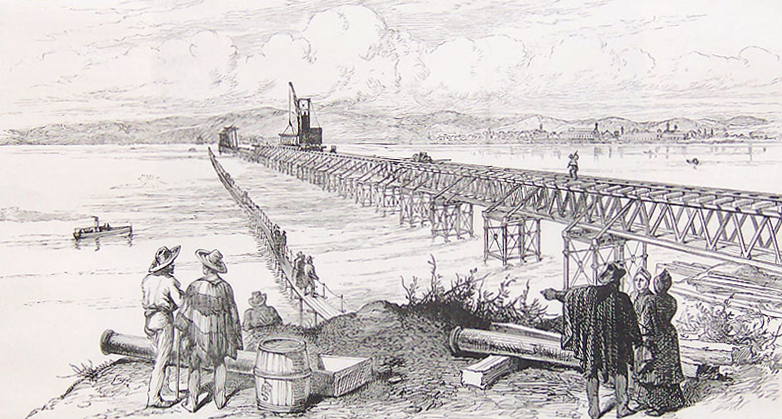
El puente ferroviario sobre el río Biobío en construcción (The Illustrated London News, 24 de agosto de 1889).

Con gran psicología, Meiggs y sus ayudantes fueron ofreciendo estímulos al personal para acelerar el ritmo de los trabajos, al punto que llegaron a concluirlos con un año de anticipación a la fecha acordada. El día 4 de julio de 1863, Enrique Meiggs llegó a Santiago conduciendo personalmente la primera locomotora proveniente de Quillota.
El servicio del ferrocarril entre Santiago y Valparaíso se inició oficialmente el 14 de septiembre de 1863. La inauguración oficial se llevó a cabo en la ciudad de Llay-Llay, punto central del trayecto y contó con la presencia del presidente de la república, José Joaquín Pérez.
De acuerdo a las palabras de Enrique Meiggs, el gran mérito en la construcción de esta obra correspondía a los esforzados obreros chilenos, de los cuales muchos murieron durante la ejecución de los trabajos, especialmente en la construcción de túneles. Los cuerpos de alrededor de cien peones chilenos fueron sepultados en improvisadas tumbas junto a los túneles de Punta Gruesa, Las Cucharas, Centinela, Los Maquis y Los Loros. Se gastaron en definitiva más de 11 millones de pesos, el doble del presupuesto original, para construir una vía de 187 km de longitud entre la capital de Chile y su principal puerto.
Posteriormente, en 1864 se autorizó la construcción de un ramal desde Las Vegas (cerca de Llay-Llay) hacia Los Andes, sobre la base de un trazado diseñado por el ingeniero Guillermo O. Barree. Los trabajos se iniciaron en 1870 hasta San Felipe para ser concluidos luego, en 1874 con la vía hasta Los Andes. Años más tarde, la estación Las Vegas fue levantada, trasladándose el inicio del ramal al cercano pueblo de Llay-Llay, donde se construyó una amplia y moderna estación.

## Otros ramales

Red de ferrocarriles de Chile en 1930.

Además de todas estas vías longitudinales Longitudinal Norte y Longitudinal Sur, la red ferroviaria chilena contó con un sinfín de ramales de carácter local, estando conectado casi todo Chile desde Iquique a Puerto Montt. Los ramales son:

### Región de Arica y Parinacota
- Ferrocarril Arica-La Paz
- Ferrocarril Tacna-Arica
- Ferrocarril Arica-Zapiga (estudiado, nunca construido)

### Región de Tarapacá
- Ferrocarril Salitrero de Tarapacá (descrito por Santiago Marín Vicuña como una línea principal entre Pisagua y Pintados, con ramales hacia Lagunas e Iquique).
- Ferrocarril Iquique-Pintados
- Ferrocarril de Junín
- Ferrocarril de Agua Santa
- Ferrocarril de Patillos
- Ferrocarril de Cerro Gordo

### Región de Antofagasta
- Ferrocarril de Tocopilla al Toco
- Ferrocarril de Antofagasta a Bolivia
  - Ferrocarril Antofagasta-Salta
- Ferrocarril de Aguas Blancas
- Ferrocarril de Taltal

### Región de Atacama
- Ferrocarril de Carrizalillo a Las Bombas
- Ramal Chañaral-Pueblo Hundido
  - Subramal Empalme N°1 - Establecimiento
- Ramal Pueblo Hundido-Potrerillos
- Ramal Chulo-Puquios
- Ferrocarril Caldera-Copiapó
- Ramal Paipote-Los Loros
- Ferrocarril de Carrizal a Cerro Blanco (presentaba 2 líneas principales: Carrizal-Punta de Díaz-Yerba Buena y Algarrobo-Merceditas)
- Ramal Huasco-Vallenar
  - Subramal a estación Pedro L. Gallo
- Ferrocarril de Algarrobo a Huasco

### Región de Coquimbo
- Ferrocarril de la Mina El Tofo
- Ferrocarril de Romeral
- Ramal Islón-Rivadavia
- Ramal Culebrón-Coquimbo
- Ramal Higueritas-Panulcillo
- Ramal Tongoy-Ovalle
- Ramal Paloma-Juntas
- Ramal Choapa-Salamanca

### Región de Valparaíso
- Ramal Pedegua-Petorca
- Ramal Quinquimo-Papudo
- Ramal San Pedro-Quintero
- Ramal Llay-Llay-Los Andes
  - Subramal San Felipe-Putaendo
- Ferrocarril Trasandino Los Andes-Mendoza

### Región Metropolitana de Santiago
- Ferrocarril de Yungay a Barrancas y Pudahuel
- Ferrocarril de Circunvalación
- Ferrocarril del Llano de Maipo
- Ferrocarril Militar de Puente Alto al Volcán
- Ramal Santiago-Cartagena
- Ramal Melipilla-Ibacache
- Ramal Paine-Talagante
- Ramal Maipú-Viña del Mar (Estudiado, nunca construido)
- Ferrocarril de Santiago al Peñón (También denominado "Ferrocarril de Providencia a Cerrillos"; nunca construido en su totalidad)

### Región del Libertador General Bernardo O'Higgins
- Ramal Rancagua-Sewell
- Ramal Rancagua-Coltauco
- Ramal Pelequén-El Carmen
- Ramal Centinela-Pichilemu

### Región del Maule
- Ramal Curicó-Hualañé
- Ramal Talca-Constitución
- Ramal Talca-Mariposas
- Ramal Linares-Colbún
- Ramal Parral-Cauquenes

### Región de Ñuble
- Ramal Chillán-Recinto
- Ramal Rucapequén-Concepción
- Ramal Monte Aguila-Polcura
- Ramal General Cruz-Pemuco

### Región del Biobío
- Ramal San Rosendo-Talcahuano
- Ramal Concepción-Curanilahue
  - Subramal a estación Arauco.
- Ramal Santa Fe-Santa Barbara
- Ramal Coihue-Nacimiento
- Ramal Coihue-Mulchén

### Región de la Araucanía
- Ramal Renaico-Traiguén-Púa
  - Subramal Quino-Galvarino.
- Ramal Los Sauces-Lebu
- Ramal Saboya-Capitán Pastene
- Ramal Púa-Lonquimay
- Ramal Cajón-Cherquenco
- Ramal Temuco-Carahue
- Ramal Freire-Cunco
- Ramal Freire-Toltén
- Ramal Loncoche-Villarrica

### Región de Los Ríos
- Ramal Lanco-Panguipulli
- Ramal Antilhue-Valdivia
- Ramal Los Lagos-Riñihue
- Ramal Cocule-Lago Ranco
  - Subramal Crucero-Puyehue

### Región de Los Lagos
- Ramal Osorno-Rupanco
- Ramal Corte Alto-Los Muermos
- Ferrocarril Ancud-Castro

### Región de Aysén
- Plan ferroviario en las provincias de Aysén y Chiloé (estudiado, nunca construido)

## Ferrocarriles urbanos metropolitanos
En 2025, las tres áreas metropolitanas más grandes de Chile (Gran Santiago, el Gran Concepción y el Gran Valparaíso) poseen un sistema de metro o tren de cercanías. Adicionalmente, hay sistemas de transporte ferroviario en el Gran Temuco y en Gran Puerto Montt. En distintas etapas de ejecución se encuentran el Tren Melipilla-Estación Central, Tren Santiago-Batuco y el Tren urbano Arica.

### Tren urbano Arica
El tren urbano Arica es un proyecto en etapa de estudios de prefactibilidad de un servicio de trenes de cercanías para pasajeros de la Empresa de los Ferrocarriles del Estado (EFE) en Chile. El proyecto abarca una longitud de 7 km y buscar unir a distintos sectores de la comuna de Arica en la región de Arica y Parinacota.

### Tren Limache-Puerto
El Tren Limache-Puerto (hasta mayo de 2021 conocido como Metro Valparaíso, también conocido como Merval, sigla del anterior sistema de metro), es un sistema de ferrocarril híbrido chileno, que cruza gran parte del área urbana del Gran Valparaíso. Conecta a las comunas de Valparaíso, Viña del Mar, Quilpué, Villa Alemana y Limache. Es administrado por EFE Valparaíso, empresa filial de la Empresa de los Ferrocarriles del Estado (EFE).
El servicio nace de la modernización de Metro Regional de Valparaíso, y fue inaugurado el 23 de noviembre de 2005, en una ceremonia que contó con la presencia del entonces Presidente de la República Ricardo Lagos, fue el segundo sistema híbrido en inaugurarse dentro de Latinoamérica luego del metro de Medellín en 1995 que Fue diseñado desde el inicio para operar como metro en el área urbana de Medellín y como tren suburbano en los extremos del Valle de Aburrá. Así como en el caso del metro de valparaiso que opera como metro en Valparaíso y Viña del Mar y como tren suburbano en los tramos hacia Limache. 

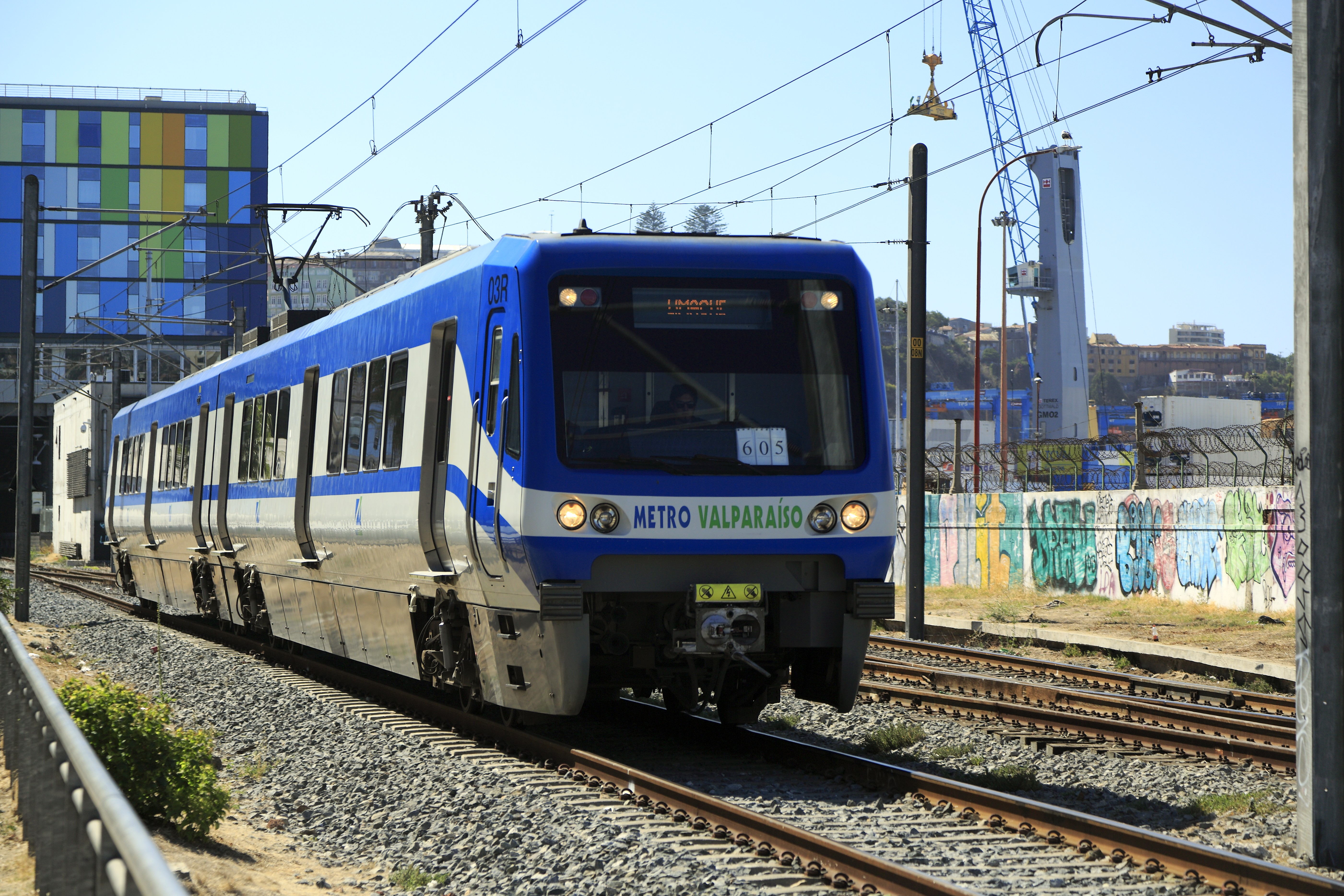
Uno de los trenes del Tren Limache-Puerto.

El Tren Limache-Puerto (conocido anteriormente como Metro Valparaíso) es el ferrocarril metropolitano que cruza el Gran Valparaíso. Es operado por EFE Valparaíso. Cuenta con 20 estaciones distribuidas en una línea de 43 km de longitud, que va desde Valparaíso hasta Limache, atravesando las comunas de Viña del Mar, Quilpué y Villa Alemana.

### Tren Santiago-Batuco
Tren Santiago-Batuco (anteriormente denominado Metrotren Batuco) es el proyecto de un servicio de tren de cercanías dentro de la Región Metropolitana de Santiago, Chile, el cual será operado por la Empresa de los Ferrocarriles del Estado. Contará con 27 km de extensión, uniendo el centro de Santiago de Chile con la localidad de Batuco (comuna de Lampa), poseyendo dos vías de uso exclusivo para transporte de pasajeros, más una tercera que servirá como eje de transporte de carga.
Se contempla que el recorrido completo del tren tenga una duración de 23 minutos, pasando por sus ocho estaciones, ubicadas en cinco comunas de las provincias de Santiago y Chacabuco: de sur a norte, Santiago, Quinta Normal, Renca, Quilicura y Lampa.
El servicio también contará con tres conexiones intermodales: una en la estación Quinta Normal de la Línea 5 del Metro de Santiago, una con la Línea 3 del Metro de Santiago en estación Quilicura y una nueva estación de combinación con la Línea 7 del Metro de Santiago en estación Matucana.

### Metro de Santiago

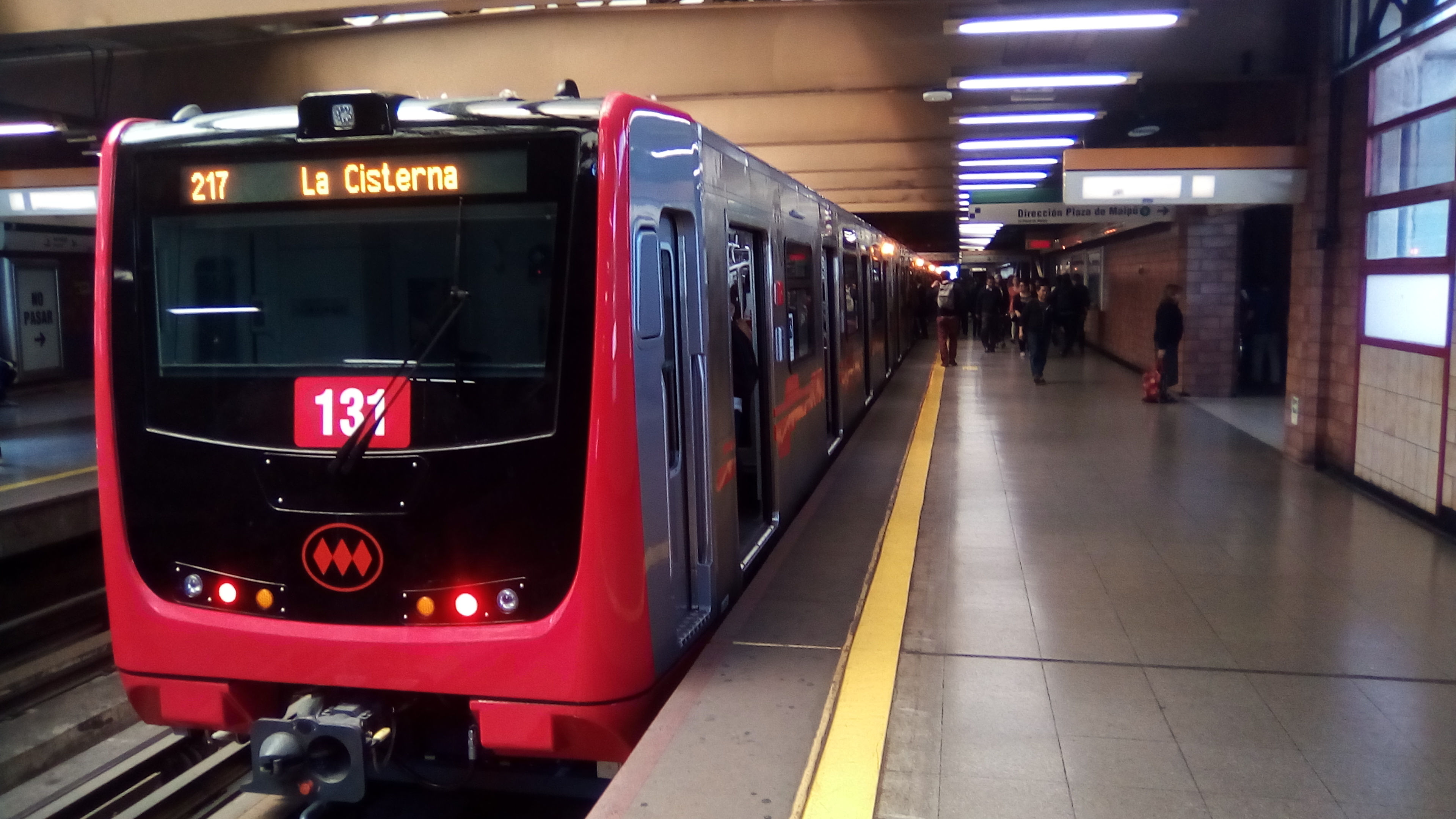
Tren del Metro de Santiago

El Metro de Santiago fue el primer sistema de transporte de ferrocarriles urbanos del país. De propiedad de Metro S.A., empresa estatal chilena, fue inaugurado en 1975, cuenta con siete líneas operativas (más dos en construcción) con 136 estaciones en total. Es la red de metro más extensa del país, de Sudamérica y la segunda de América Latina, luego del Metro de la Ciudad de México. Además, se encuentra a la vanguardia mundial en el uso de energías renovables, siendo el primer sistema de metro del mundo alimentado por energía solar y eólica, con un 76% de la electricidad que utiliza proveniente de energías limpias. Forma parte del sistema integrado de transportes de la Región Metropolitana, llamado Red Metropolitana de Movilidad (Red; anteriormente Transantiago). El Tren Nos-Estación Central es una línea de tren suburbano con diez estaciones que se conecta a la red en la Estación Central de Santiago.

### Tren Melipilla-Estación Central
Tren Melipilla-Estación Central (anteriormente denominado como Metrotren Melipilla, Tren Alameda Melipilla, Tren del Maipo o Melitrén), será un servicio de tren de cercanías entre el Gran Santiago y la ciudad de Melipilla, en la Región Metropolitana de Santiago, Chile, que será operado por la Empresa de los Ferrocarriles del Estado.
Se extendería por 61 kilómetros desde la Estación Central de Santiago, uniendo 8 comunas pertenecientes a las provincias de Santiago, Talagante y Melipilla: Estación Central, Cerrillos, Maipú, Padre Hurtado, Peñaflor, Talagante, El Monte y Melipilla.

### Biotrén

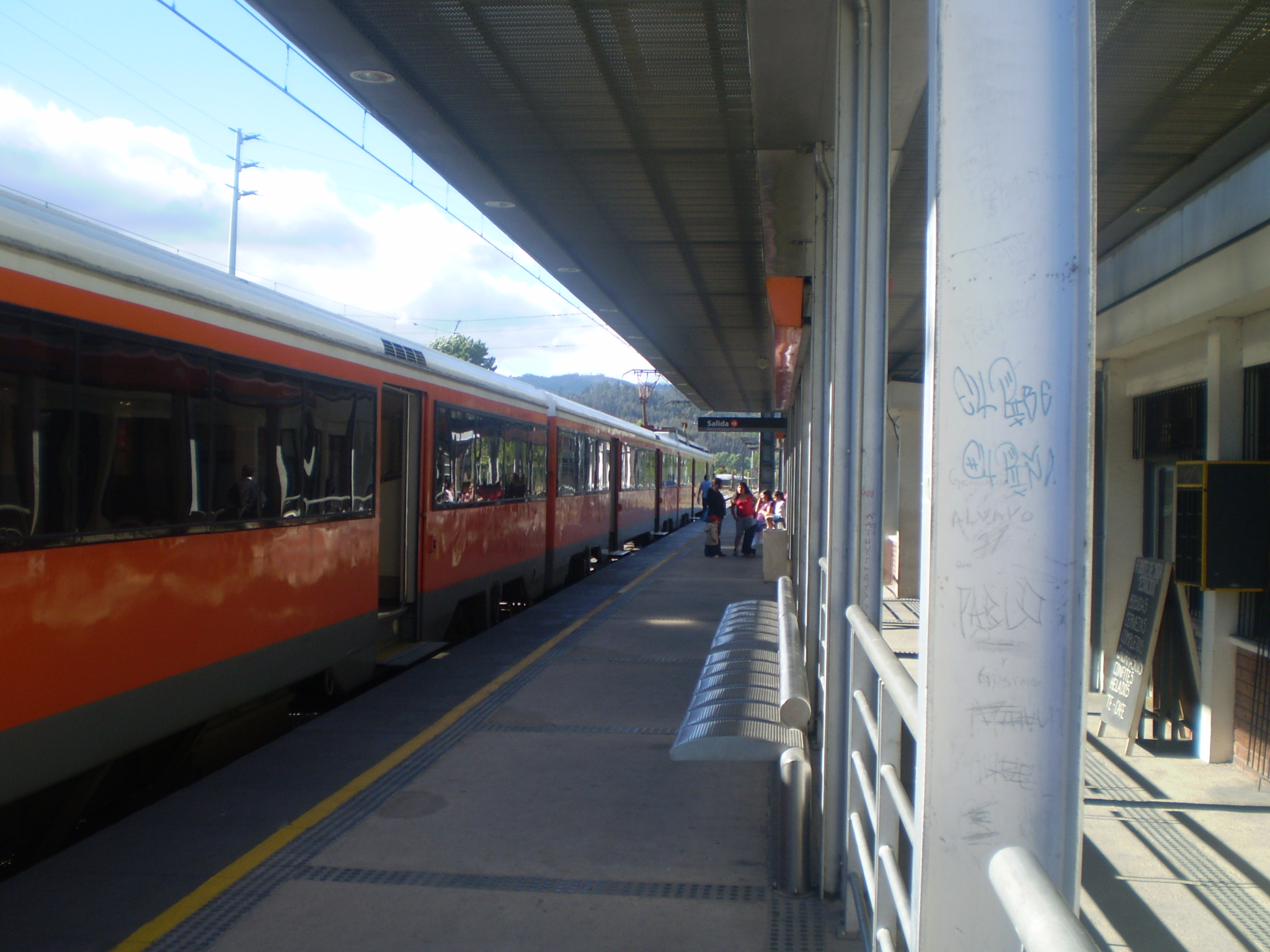
Estación del Biotrén en el Gran Concepción.

El Biotren es un sistema de ferrocarril metropolitano suburbano chileno, que cubre parte del Gran Concepción. Brinda servicio a las comunas de Concepción, Talcahuano, Hualpén, San Pedro de la Paz, Coronel, Chiguayante y Hualqui. Es parte del Transporte Público Metropolitano de Concepción. 

### Tren Araucanía
Tren Araucanía es una red de servicios de tren de cercanías que conecta Temuco con las provincias de Malleco y Cautín en la Región de La Araucanía, Chile, y es operado por la Empresa de los Ferrocarriles del Estado. 
A través de los servicios Pitrufquén-Temuco y Victoria-Temuco, cuenta con 25 servicios diarios y presta servicios a ocho comunas de la región: Victoria, Perquenco, Lautaro, Vilcún, Temuco, Padre Las Casas, Freire y Pitrufquén.

### Tren Llanquihue-Puerto Montt
En 2023 el presidente Gabriel Boric anunció la implementación de tres proyectos ferroviarios a corto plazo como parte del Plan de Trenes de Cercanía 30-30. Uno de los proyectos señalados es un servicio ferroviario que conectará Llanquihue con la estación de La Paloma en Puerto Montt. Este tren tendrá paradas en cuatro estaciones ubicadas en Llanquihue, Puerto Varas, Alerce y La Paloma. Se espera que el desarrollo de este proyecto comience en el año 2024.

## Actualidad

Mapa simplificado de las rutas de ferrocarriles en uso o en alguna etapa de consolidación a 2023.

Aún se usan las vías abandonadas por EFE para transportar carga, como lo hace Ferronor en la antigua Red Norte de trenes.
Durante el gobierno de Ricardo Lagos (2000–2006) se llevó a cabo el llamado Plan Trienal en el cual se pretendía tanto reanudar el servicio de ferrocarriles desde Santiago hasta Puerto Montt (suspendido en la década de los 90), como la modernización del Metro Regional de Valparaíso (MERVAL) proyectándose su extensión desde Limache hasta La Calera (cuyo servicio fue suspendido en 1993). También se construyó un servicio de pasajeros entre Concepción y San Pedro, el cual hasta 2008 poseía pérdidas de 30 millones de dólares anuales; a pesar de ello, la expresidenta de Chile Michelle Bachelet señaló al inicio de su mandato su intención de extender el Biotrén hasta Lota.
Actualmente, la red sur se extiende desde Santiago hasta Chillán. Además, existen servicios regionales: uno de ellos comunica Talca con Constitución en la costa, el cual se realiza mediante un buscarril de la década de los 60. Existe otro entre Talcahuano y Laja (Región del Bio Bío) que cruza por el interior del Biobío, un servicio entre Temuco y Victoria y el Tren Limache-Puerto que conecta las ciudades de Valparaíso y Limache. Producto del terremoto del 27 de febrero de 2010, parte importante de la red quedó dañada y el servicio interrumpido. Durante ese año el servicio se fue recuperando paulatinamente.
En función al Plan Maestro de Transporte Santiago 2025, la empresa en diciembre de 2015 envió al servicio de evaluación ambiental el proyecto del "Tren Alameda Melipilla" (Melitren) que beneficiaría a las comunas de Estación Central, Pedro Aguirre Cerda, Cerrillos, Maipú, Padre Hurtado, Peñaflor, Talagante, El Monte y Melipilla, y el cual se encuentra en proceso de calificación ambiental. Lo mismo ocurre con el proyecto Tren Santiago-Batuco, enviado en diciembre de 2017 al mismo servicio y que busca conectar a las comunas de Santiago, Quinta Normal, Renca, Quilicura y Lampa. Por otra parte, en el extremo sur del país, se ha desarrollado la planificación del proyecto del Tren Puerto Montt-Alerce, aunque no existe seguridad de que exista un financiamiento para este proyecto.
Además, en 2017 fue aprobado el plan trienal de EFE, el cual le entrega fondos para el desarrollo de proyectos en Lampa, Melipilla y La Calera, junto con fondos para mantención de rutas y la construcción del nuevo Puente de Bío Bío, sucesor del puente ferroviario Biobío en Concepción.
Se estima que 146 de los 156 trenes que estarán circulando por Chile para 2027 serán eléctricos.